# Radka Kvačková
Radka Kvačková (* 24. listopadu 1944 Praha) je česká novinářka.

## Život
Vystudovala dokumentární film na pražské FAMU. Od 60. let pracovala v deníku Svobodné slovo. Od roku 1990 pracuje v obnoveném deníku Lidové noviny, kde působí jako vedoucí přílohy Akademie.

### Rodina
Jejím manželem je právník Petr Kvaček. Její dcera Karolína Peake je česká právnička a politička, která v letech 2011 až 2013 byla místopředsedkyní vlády Petra Nečase.

## Dílo
Je autorkou několika knih, zejména fejetonů:
- Něco mezi tím, Melantrich, 1990, ilustrace Dušan Pálka, ISBN 80-7023-032-0
- Povodeň a já – Deník Radky Kvačkové z Kampy, Motto, 2002, ISBN 80-7246-156-7
- Očima tchyně, Motto, 2008, ISBN 978-80-7246-419-7
- Představte si, že je pes, Motto, 2012, ISBN 978-80-7246-580-4
- U nás ve mlejně, Tribun EU, 2017, ISBN 978-80-263-1183-6

## Ocenění
Společně s Jaroslavem Spurným a Janem Bednářem získala novinářskou Cenu Ferdinanda Peroutky za rok 2011.